# Dig Out Your Soul
Dig Out Your Soul é o sétimo e último álbum de estúdio (até o momento) da banda britânica Oasis, lançado a 6 de outubro de 2008 na Inglaterra e no dia 7 de outubro do mesmo ano nos Estados Unidos.
É um álbum mais experimental para a banda, tem uma pegada mais blues e com vários elementos psicodélicos, um trabalho mais agressivo, sombrio e menos pop, mais focado na instrumentação do baixo e da bateria, se distanciando da torrente de guitarras dos primeiros trabalhos. O primeiro single foi "The Shock of the Lightning", o segundo foi a balada escrita pelo vocalista Liam "I'm Outta Time", já o terceiro single "Falling Down" vazou na rede em julho, antes do lançamento do álbum, pouco depois de ter sido tocada numa rádio canadense, mas a versão tocada na verdade era um remix feito pelo The Chemical Brothers. 
O trabalho foi bem recebido pela crítica vendendo cerca de 90 mil cópias em seu lançamento, atingiu o topo das paradas no Reino Unido e 5º lugar nos Estados Unidos da América, atualmente já vendeu cerca de 5 milhões de cópias no mundo todo. 

## Faixas
Todas as faixas escritas por Noel Gallagher, exceto onde indicado.
1. "Bag It Up" - 4:39
2. "The Turning" - 5:05
3. "Waiting for the Rapture" - 3:03
4. "The Shock of the Lightning" - 5:02
5. "I'm Outta Time" (Liam Gallagher) - 4:10
6. "(Get Off Your) High Horse Lady" - 4:07
7. "Falling Down" - 4:20
8. "To Be Where There's Life" (Gem Archer) - 4:35
9. "Ain't Got Nothin'" (L. Gallagher) - 2:15
10. "The Nature of Reality" (Andy Bell) - 3:48
11. "Soldier On" (L. Gallagher) - 4:49

### Versão japonesa
1. "I Believe in All" (L. Gallagher) - 2:41
2. "The Turning" - 4:57

## Certificações
| País           | Órgão        | Posição | Certificação | Vendas   |
| -------------- | ------------ | ------- | ------------ | -------- |
| Itália         | FIMI         | 1       | Platina      | 100.000  |
| Reino Unido    | BPI          | 1       | 2× Platina   | 750.000  |
| Japão          | RIAJ         | 2       | Ouro         | +250.000 |
| Suíça          | IFPI         | 2       | Ouro         | 35.000   |
| Irlanda        | IRMA         | 2       | 2× Platina   | +50.000  |
| Argentina      | CAPIF        | 3       | -            | 15.000   |
| França         | IFOP         | 4       | Prata        | 80.000   |
| Estados Unidos | RIAA         | 5       | -            | +200.000 |
| Austrália      | ARIA         | 5       | -            | 25.000   |
| Canadá         | Music Canada | 5       |              | 20.000   |
| Nova Zelândia  | RIANZ        | 6       |              | 5.000    |
| Croácia        |              | 6       |              | 3.000    |
| Alemanha       | BVMI         | 8       |              | 95.000   |

## Créditos

### Oasis
- Liam Gallagher - vocais, tamborim, harmônica (faixa 11)
- Noel Gallagher - guitarra, violão, sintetizadores (faixa 8), vocais, bateria (faixa 11), percussão adicional (1 e 3)
- Gem Archer - guitarra, teclados, baixo
- Andy Bell - baixo, guitarra, teclados, tambura

### Músicos adicionais
- Zak Starkey - bateria (até faixa 10)
- Jay Darlington - teclados, mellotron e sintetizador em "Falling Down"
- The National In-Choir - backing vocals em "The Turning"[11]

### Produção
- Dave Sardy - produção, mixagem
- Julian House - arte do álbum
- Ian Cooper - masterização
- Andy Brohard - edição
- Chris Bolster, Ryan Castle e Ghian Wright - engenharia